# Rudý déšť v Kérale

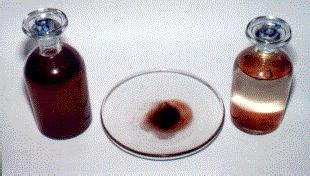
Vzorek rudého deště

Rudý déšť v Kérale je atmosférický jev, který byl opakovaně pozorován na řadě míst Malabárského pobřeží v jihoindickém státě Kérala. Voda zbarvená jako krev zde padala z nebe např. v letech 1818, 1896, 1957 a 2012, nejdelší a nejlépe zdokumentovaný rudý déšť se objevoval v období od 25. července do 23. září 2001. Šlo o krátké, nejvýše dvacetiminutové přeháňky omezené na malé území, někdy doprovázené normálním deštěm. Podle odhadů za toto období spadlo na zem s vodou celkem 50 000 kg částic o velikosti do deseti mikrometrů, zbarvených červeně, někdy také žlutě nebo zeleně. Bylo pozorováno, že listy zasažené barevným deštěm usychají a padají ze stromů, ačkoli pH vody bylo neutrální. Objevilo se vysvětlení, že voda byla zabarvena prachem zvířeným při dopadu meteoritu, případně krví netopýrů zasažených meteoritickými úlomky.
Vzorky deště zkoumalo National Centre for Earth Science Studies v Tiruvanantapuramu. Analýza za použití hmotnostní spektrometrie prokázala, že barevné částice jsou tvořeny převážně uhlíkem a kyslíkem, bylo v nich nalezeno také železo, titan a měď. Obsahovaly také aminokyseliny jako fenylalanin a arginin. Oficiální zpráva je označila za výtrusy běžné řasy Trentepohlia, které se blíže nespecifikovaným způsobem dostaly do vyšších vrstev atmosféry. Indičtí vědci Godfrey Louis a Chandra Wickramasinghe však publikovali práce o možném mimozemském původu krvavého deště a o jeho souvislosti s hypotézou panspermie.
Případem byl inspirován indický vědeckofantastický film Red Rain.